# Wilhelm Franz von Bibra
Baron Wilhelm Franz von Bibra, avstrijski plemič in general, * 24. marec 1824, Biala, † 18. junij 1879, Szolnok.

## Družinsko življenje
Wilhelm Franz von Bibra je izhajal iz turingijsko-frankonske rodbine Bibra. Poročil se je z Mario Pan (1830–1911) iz Prage, s katero sta imela tri otroke (Maria, Gabriele in Alfred).

## Vojaška kariera
Med bitko za Custozzo leta 1866 se je kot poveljnik 39. pehotnega polka izkazal, zakar je bil odlikovan z redom železne krone III. stopnje.
Umrl je leta 1879 za srčno kapjo; pokopali so ga z vsemi vojaškimi častmi na Dunaju.